# الحرية الفريزية

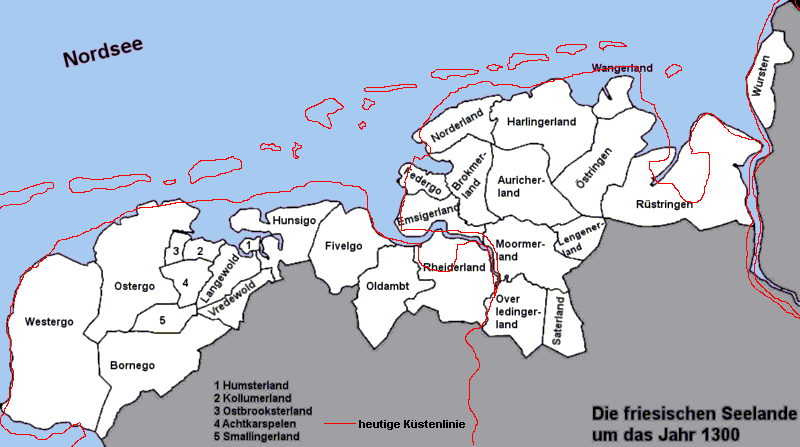
الأراضي الفريزية

الحرية الفريزية أو حرية الفريزيين (بالفريزية: Fryske frijheid)، وبالهولندية: Friese Vrijheid) كانت فترة غياب الإقطاع والقنانة في فريزيا- المنطقة التي كان يسكنها في الأصل الفريزيين. وشملت فريزيا التاريخية  المقاطعات الحالية فريزلاند وخرونينجن، ومنطقة غرب فريزلاند، في هولندا، وشرق فريزلاند في ألمانيا. خلال فترة الحرية الفريزية لم يكن للمنطقة لورد سيادي الذي يملك ويدير الأرض. وحرية الفريزيين تظورت في سياق النزاعات الجارية على حقوق النبلاء المحليين.

## انظر
النظام الفيودالي في أوروبا خلال العصر الوسيط